# 애나 앤드 킹
《애나 앤드 킹》(Anna And The King)은 미국에서 제작된 앤디 테넌트 감독의 1999년 멜로/로맨스, 드라마 영화이다. 조디 포스터 등이 주연으로 출연하였고 로렌스 벤더 등이 제작에 참여하였다.
애나 앤드 킹은 1999년 12월 17일 20세기 폭스에 의해 미국에서 개봉되었다.

## 출연

### 주연
- 조디 포스터
- 주윤발

### 조연
- 바이링
- 톰 펠튼

## 기타
- 공동제작: G. 맥 브라운
- 공동제작: 존 자시니
- 공동제작: 줄리 커크햄
- 공동제작: 윈크 모돈트
- 미술: 루치아나 아리기
- 의상: 제니 비번
- Ass-PD: 에릭 엔젤슨
- 배역: 프리실라 존

## SBS 성우진 (2004년 11월 28일)
- 신성호 - 몽쿳왕(주윤발)
- 송도영 - 애나(조디 포스터)
- 황원
- 한규희
- 손정아
- 최옥희
- 김순선
- 이진화
- 정동열
- 조경모
- 이선호
- 황윤걸
- 차명화
- 윤복성
- 소연